# ヤミレス・メルカド
アルメンドラ・ヤミレス・メルカド・ドゥアルテ（Almendra Yamileth Mercado Duarte、1998年3月16日 - ）は、メキシコの女子プロボクサーである。元WBC女子世界スーパーバンタム級王者。

## 経歴
2014年7月9日、Yoatzin Meraz戦でデビューし、3-0判定勝利。
2017年3月3日、初のタイトル挑戦としてJessica MunozとのWBC FECOMBOX女子スーパーバンタム級王座決定戦に挑むが、0-3の判定で初黒星を喫した。
2017年11月11日、Milagros Diazとの6回戦を判定で勝利し再起成功。
2018年9月8日、敵地ケニアで初の世界挑戦としてファトゥマ・ザリカが持つWBC女子世界スーパーバンタム級王座に挑むが、1-2判定負け。
2019年2月16日、元WBA女子世界スーパーバンタム級王者アリス・サンチェスとのWBC女子インターナショナルスーパーバンタム級王座決定戦に臨み、3-0判定を制し初タイトル獲得。
2019年11月16日、地元でファトゥマ・ザリカの持つWBC女子世界スーパーバンタム級王座に挑み、3-0判定でリベンジ成功しWBC王座獲得。
2021年8月29日、アメリカ・クリーブランドにて行われたジェイク・ポール vs タイロン・ウッドリーの前座でアマンダ・セラノが持つWBC・WBO・IBO女子世界フェザー級王座に挑むが、0-3判定で敗れ2階級制覇ならず。
2022年4月2日、Isis Vargas相手にWBC女子世界スーパーバンタム級の防衛戦を行い、3-0判定で3度目の防衛に成功。
2022年10月29日、元世界2回級王者マリアナ・フアレスを迎えてWBC女子世界スーパーバンタム級の防衛戦を行い、3-0判定で4度目の防衛に成功。
2023年3月18日、WBC暫定王者クダクワシェ・チワンディレを3-0判定で降し5度目の防衛成功。
2024年4月27日、リンダ・ルッカに3-0の判定で勝利し6度目の防衛成功。
2024年6月29日、ラムラ・アリに3-0の判定で勝利し7度目の防衛成功。
2025年7月11日、ニューヨークのマディソン・スクエア・ガーデンでIBF・WBO女子世界スーパーバンタム級統一王者のエリー・スコットニーとWBC・IBF・WBO女子世界同級王座統一戦を行うも、10回0-3（90-100、92-98×2）判定負けを喫しWBC王座8度目の防衛と3団体王座統一に失敗、5年8カ月間保持してきたWBC王座から陥落した。

## 戦績
- プロ：28戦 24勝 5KO 4敗

## 獲得タイトル
- WBC女子インターナショナルスーパーバンタム級王座（防衛1=返上）
- 第7代WBC女子世界スーパーバンタム級王座（防衛7）